# Šodži
Šodži (障しょう子じ, japonska izgovorjava: [ɕo:dʑi]) je pregrada za vrata, okna ali prostore, ki se uporablja v tradicionalni japonski arhitekturi in je sestavljena iz prosojnih (ali prozornih) listov na rešetkastem okvirju. Kjer prepustnost svetlobe ni potrebna, se uporablja podobna, vendar neprozorna fusuma (na primer vrata ošiire/omare). Šodži običajno drsijo, vendar so lahko občasno obešeni ali na tečajih, zlasti v bolj rustikalnih slogih.
Šodži so zelo lahki, zato jih je enostavno potisniti na stran ali odstraniti s tirnic in shraniti v omaro, tako da se prostor odpre v druge prostore ali navzven. Popolnoma tradicionalne stavbe imajo lahko le eno veliko sobo pod streho, ki jo podpira okvir s stebri in prekladami, z malo ali brez stalnih notranjih ali zunanjih sten; prostor je po potrebi prilagodljivo razdeljen z odstranljivimi drsnimi stenskimi paneli. Stebrički so na splošno postavljeni za eno dolžino tatamija (približno 2 m) narazen, šodži pa med njimi drsi po dveh vzporednih stezah z lesenimi utori. V sodobni gradnji šodži pogosto ne tvorijo zunanje površine stavbe; sedijo znotraj drsnih steklenih vrat ali okna.
Šodži so cenjeni, ker ne postavljajo ostre ovire med notranjostjo in zunanjostjo; Zunanje vplive, kot so zibajoče se silhuete dreves ali zbor žab, je mogoče ceniti iz notranjosti hiše. Kot zunanje stene šodži razpršijo sončno svetlobo v hišo; kot notranje predelne stene med prostori prepuščajo naravno svetlobo globoko v notranjost. Medtem ko šodži blokirajo veter, omogočajo difuzijo zraka, kar je bilo pomembno, ko so se stavbe ogrevale z ogljem. Tako kot zavese tudi šodži zagotavljajo vizualno zasebnost, vendar ne blokirajo zvokov. Šodži naj bi tudi spodbujali prebivalce doma, da govorijo in se gibljejo mehko, umirjeno in graciozno, kar je pomemben del etosa za arhitekturo sukija-zukuri. Drsnih vrat tradicionalno ni mogoče zakleniti.
Šodži je postal priljubljen kot sestavni element sloga šoin-zukuri, ki se je razvil v obdobju Kamakura (1123–1333), ko je izguba dohodka prisilila aristokrate v bolj skromno in zadržano arhitekturo.  Ta slog je bil poenostavljen v arhitekturi sukija-zukuri, na katero je vplivala čajnica in se razširil v domove navadnih prebivalcev v obdobju Edo (1603–1868), in od takrat so bili šodži večinoma nespremenjeni. Šodži se uporabljajo tako v tradicionalnih japonskih hišah kot v stanovanjih v zahodnem slogu, zlasti v vašicu (soba v tradicionalnem japonskem slogu). Tradicionalna konstrukcija iz lesa in papirja je lahko vnetljiva.

## Gradnja

### Okvir
Okvir šodži je plošča, imenovana kōši (格子, dobesedno »mreža«). Sestavljen je iz prepletenih letev iz lesa ali bambusa, imenovanih kumiko. Kumiko dobesedno pomeni »tkano«; razpolovljeni sklepi se izmenjujejo v smeri, tako da se letve prepletajo. Preplet je konstrukcijski, papir (ki ga napnemo s pršenjem z vodo) končno ploščo dodatno utrdi. Okvirje je mogoče zlahka zlomiti, če stopite nanje, ko jih demontirate in slečete za ponovno lepljenje. Tradicionalno se za pritrditev okvirja ne uporabljajo pritrdilni elementi. Riževo lepilo se lahko uporabi tudi za spoje okvirjev.
Les iglavcev ima prednost zaradi svojih finih ravnih zrn. Šodži s kōšijem iz razcepljenega bambusa se imenujejo take-šōdži (竹障子). Kōši so včasih izdelani iz aluminija, oblikovani tako, da spominjajo na les.
Večina šodži mrež je pravokotnih. Vendar pa se uporablja približno 200 tradicionalnih vzorcev; vsak ima simboliko, povezano z naravnim vzorcem, ki ga slogovno predstavlja. Vzorci se lahko tudi kombinirajo. Medtem ko se ti tradicionalno uporabljajo za šodži, se vedno pogosteje uporabljajo za druge predmete iz lesa na Japonskem in zunaj nje. Vzorce je mogoče razvrstiti glede na džigumi, temeljno mrežo; ta je lahko kvadratna, v obliki diamanta ali šestkotna. Pravokotni šodži se lahko nagne, v tem primeru se upognjene bambusove vzmeti vstavijo v kratko diagonalo, da jih potisnejo nazaj v kvadrat. Oblikovanje okvirja je lahko precej umetniško.
Kumiko so fine lesene letve zaslona, cukeko pa so težji členi (običajno okoli roba). Cukeko so spojeni s sklepi z zarezo in čepom, bodisi z džaguči sklepom ali bolj zapletenim zakrivljenim sklepom. Džigumi kumiko so običajno spojeni s preprostimi razpolovljenimi sklepi, toda kjer se džigumi kumiko križajo pod nepravim kotom ali se trije križajo na isti točki (micu-kude), lahko postanejo koti zapleteni in za njihovo hitro rezanje uporabljajo specializirana orodja. Majhen kumiko se lahko preprosto pritrdi in prilepi.
Medtem ko je okvirje mogoče izdelati z minimalnimi ročnimi orodji, specializirana ročna orodja, električna orodja in šablone za rezanje enakih dolžin in kotov pospešijo postopek. Ta orodja so pogosto doma izdelana; ker je izdelava šodžijev zelo konkurenčna, dajejo obrtnikom kumiko kritično konkurenčno prednost. Medtem ko so okvirji ročno izdelani, obstaja tudi industrijska množična proizvodnja.
Nekatere preproste vrste kumiko so:
- mabarasan šodži (疎桟障子) ali aragumi šodži imajo velike kvadratne odprtine in se hitro sestavijo. To je standardni vzorec, ki se uporablja v večini šodžijev.
- jokošigesan šodži (横繁桟障子) ali jokošige šodži imajo pravokotnike, ki so daljši v vodoravni smeri; pogostejši so na vzhodu Japonske.
- tatehonšigesan šodži (竪本繁桟障子) ali tatešige šodži imajo pravokotnike, ki so daljši v navpični smeri; pogostejši so na zahodu Japonske.

#### Koši (dado)
Najnižje dele šodžija, za katere je največja verjetnost, da se zmočijo ali jih brcnejo, so lahko napolnjeni z dadom iz masivnega lesa, imenovanim koši (腰; dobesedno »pas ali boki«; ne smemo jih zamenjati s kōši, zgoraj). Takšen šodži se imenuje košizuke šodži.
Če je plošča visoka več kot 60 cm ali približno tretjino višine celotnega šodžija, se ta lahko imenuje koši-daka-šodži (腰高障子; dobesedno »visok koši šodži«). Ti so nekoliko arhaični, saj so bili zasnovani za zaščito pred dežjem. Zdaj, ko so šodži redko izpostavljeni dežju (zaradi stekla), ima oblika, ki je v običajni uporabi, veliko nižjo ploščo in se imenuje koši-cuki-šodži (腰付障子). Manaka košišōdži (間中腰障子) imajo centralni koši.
Lesene plošče so bile od poznega 16. stoletja dalje pogosto precej bogato okrašene. Zunanjost košija je lahko prekrita s protjem ali zunanja stran prevlečena s papirjem. Na ploščo koši (haricuke-e, 貼付絵) so bile včasih prilepljene slike na papirju; nalepljene slike so značilne za slog Šoin.
Koši deske se lahko pritrdijo na ravne navpične ali vodoravne tirnice, ki se ponašajo z deskami; starejše tirnice so debelejše in pogosto posnete. Tirnice so pogosto združene v grozde; to združevanje se imenuje fukijose (吹寄).

### Polnjenje

#### Odprto in polodprto
- Nadstreška ranma, nenapolnjena za kroženje zraka. Upoštevajte fukijose, razmik letev v gručah.[20]
- Vrata kōši v zgodovinski hiši, nezapolnjena.
- Vrata kōši v trgovini s sobo, napolnjena s steklom; levo, preprosto okno kōši.
- Ti drsni kōši so bili neopazno zastekljeni in so manj zaščiteni kot običajno.
- Trstični šodži; koši z izrezanimi netopirji, zgornji del nezapolnjen.
- Sudare-šodži; onstran, sudare bjōbu - paravan in kami (s papirjem napolnjen) šodži.

Prostori med kumiko včasih ostanejo odprti, plošča kōši pa se uporablja kot odprta rešetka , zlasti poleti, za večje kroženje zraka. Kōši se lahko naredi v okna (kōši-mado, 格子窓) ali vrata (kōši-do, 格子戸). Kōši, ki so tradicionalno ostali odprti, so zdaj pogosto napolnjeni s steklom; to ne zahteva veliko sprememb v njihovem videzu ali strukturi in glazirani kōši še vedno veljajo za kōši. Nekateri vzorci mreže imajo heraldične pomene, na primer identificirajo lastnika trgovine.
Okvirji so lahko podprti tudi z žično mrežo, za prezračevanje brez insektov. Sudare-šōdži (簾障子; imenovan tudi sudo, 簾戸) so napolnjeni s fragmitskim trstičjem, stebli mačjega repa, pampaške trave ali finega bambusa, ki jih drži skupaj nekaj vrst niti, prepletenih okoli stebel. Zagotavljajo več sence in prezračevanja kot papirnati šodži in se imenujejo tudi nacu-šodži (夏障子, »poletni šodži«), saj se lahko uporabljajo sezonsko. Na primer, v Kjotu bodo tako papirnati šodžiji kot fusuma odstranjeni in nadomeščeni s sudo vrati in sudare žaluzijami; to se običajno naredi proti koncu junija, preden se konča deževna sezona in se začne festival Gion (祇園祭). Je formalno del japonske avtohtone, na naravi temelječe šintoistične vere, njegovprvotni namen pa je bil očiščenje in pomiritev entitet, ki povzročajo bolezni.

#### Blago in papir
Šodži so najpogosteje napolnjeni z enim samim listom papirja, ki je nalepljen čez zadnjo stran okvirja (na zunanji strani). Šodži je lahko tudi obojestransko papirnat, kar poveča toplotno izolativnost in zvočno absorpcijo; okvir je še vedno viden v silhueti.
- fucū (»običajni«) šodži (普通障子) imajo okvir na eni strani in papir na drugi.
- mizugoši šodži (水腰障子) imajo okvir stisnjen med dva papirja. Imenuje se tudi taiko šodži.
- rjōmen šodži (両面障子) ima papir stisnjen med dvema okvirjema.

Šodži niso narejeni iz riževega papirja, čeprav se to običajno trdi zunaj Japonske, verjetno preprosto zato, ker rižev papir zveni orientalsko.
Tradicionalno se je uporabljala tkanina, običajno fina svila, vendar se je uporaba zmanjšala z izboljšavami v kakovosti vaši (poseben papir, ki še posebej dobro razprši svetlobo in zadrži veter). Vaši je tradicionalno izdelan iz kōzo (navadna papirjevka -  broussonetia papyrifera, tudi papirnata murva), micumata (edgeworthia papyrifera) ali japonska grmovnica gampi (wikstroemia canescens) ali konopljinih vlaken in se prodaja v široki paleti vrst. Vaši so prej izdelovali v ožjih trakovih, ki so se med lepljenjem prekrivali za nekaj milimetrov; zdaj je na voljo v večjih širinah in v zvitkih ali dolžinah v višini kratkih japonskih vrat. Svetlo bel papir je na Japonskem najbolj priljubljen; na voljo so tudi umazano bele barve, temnejšim barvam pa se izogibajo, saj ne prepuščajo svetlobe. Vaši so začeli množično proizvajati v 19. stoletju, zaradi česar je bil cenovno veliko bolj dostopen. Sintetična vlakna so bila prvič uporabljena v 1960-ih (sredi obdobja Šōva). Majhen delež sintetičnih vlaken se lahko uporabi za povečanje trdnosti trganja. Optične lastnosti vašija, kot sta njegova odbojnost in razpršenost, izbere izdelovalec.
Papir se okrasno zakrpa, če se strga in tradicionalno zamenja enkrat letno konec decembra (včasih manj pogosto, na primer vsaki dve leti). Riževo lepilo, ki se uporablja za pritrditev na kumiko, je vodotopno  (včasih se uporablja tudi pšenična pasta, lahko pa se uporabi tudi dvostranski trak, zlasti za laminiran papir).
Laminirani papirji, prevlečeni z vinilom, trajajo dlje in so dovolj vodotesni, da se jih lahko obriše, vendar debelejša kot je plastična folija, težje jo je namestiti. Ko se lepilo posuši, se lahko nelaminiran papir poprši z vodo, da se ga napne, laminiranega papirja pa se ne da. Šodži papirja ni mogoče uporabiti na mestih, kjer se bo zmočil, kot je kopalnica; celo laminiran papir bo prizadet, saj voda izteka z robov.
Tradicionalno je abura-šōdži (油障子: »olje-šodži«), imenovan tudi ama-šōdži (雨障子: »dež-šodži«), uporabljal papir (običajno niši-no-učigami, 西の内紙), ki je bil prilepljen s pasto na osnovi kisa in nato naoljen. Zaradi tega so bili vodoodporni, in so jih uporabljali tam, kjer je dež lahko segel pod napušč. Okna iz naoljenega papirja so bila v Evropi pogosta, saj so bila okna v evropskem slogu izpostavljena padavinam. Na Japonskem so bili globoki napušči običajni, okna iz naoljenega papirja pa so bila redka.
Zaradi gladkega lista papirja, ki prekriva hrbtno stran šodži-ja, je težko prijeti in zadrsati šodži z zunanje strani. Da bi to rešili, se lahko en sam kvadrat v okvirju polepi samo na nasprotni strani in/ali lahko na zunanji strani okvirja izreže utor. Tako kljuko imenujejo hikite.
Medtem ko vaši papir blokira veter, omogoča razpršitev zraka, kar omogoča kroženje zraka. To je še posebej pomembno pri tradicionalnih stavbah, v katerih kurijo oglje, vlaga pa izhlapeva iz tal v vhodu pod dvignjenim lesenim podom. Ranma (plošče z nadstropjem/pahljačami nad drsnimi ploščami in kamoi) ima lahko odprtine za nadaljnje spodbujanje vetra, da prehaja skozi stavbo.

#### Plastične plošče in sintetična vlakna
Manj tradicionalno se uporabljajo tudi toge plastične plošče, ki razpršijo svetlobo, kot so približno 2 mm debele akrilne ali polikarbonatne, ki jih je mogoče matirati ali prilepiti na natisnjen film. Uporablja se tudi akril, ojačan s steklenimi vlakni. Toge prosojne plošče ni mogoče zlahka spojiti; običajno je treba uporabiti en neprekinjen list na okvir. Plastične plošče so vodotesne in nekatere se lahko uporabljajo na prostem vse leto.
Uporabijo se lahko tudi papirnati listi iz plastičnih netkanih tkanin, vključno s polipropilenom (kot se uporablja pri kirurških maskah in drugih oblačilih za enkratno uporabo). Uporablja se tudi peel-and-stick film iz epoksi smole in belih netkanih steklenih vlaken. Uporabljajo se tudi netkane plošče iz kompozitnih plastičnih (z vinilom prevlečenih poliestrskih) vlaken, ki jih je mogoče pritrditi z odstranljivimi pritrdilnimi elementi namesto z lepilom, čeprav so še vedno za enkratno uporabo.

#### Steklo
- Jukimi šodži (šodži za opazovanje zunanjosti) imajo steklene plošče. Omogočajo pogled navzven v hladnem vremenu. To so džika stekleni šodži.
- Prosojni deli Jukimi šodžijev zaradi zasebnosti pogosto drsijo, kot okna s krili (levo, odprto; desno, zaprto; sredina, delno odprto). To se imenuje suriage ali agesage šodži (摺上, 上下障子).[29][17]
- Drug slog jukimi šodži, jokogaku šodži: steklo polne širine, obdano z lahkimi šipami.
- Drug slog je katagaku šodži: ena osrednja steklena plošča, obdana z običajnim lahkim materialom.
- S papirjem prevlečen nekoma šodži (z drsno podploščo za pogled) znotraj engava in popolnoma steklen garasu-do zunaj.

Nekoma šodži (猫間障子, imenovan tudi mago šodži, 孫障子) imajo vodoravno drsečo prosojno podploščo (ali dve, za nekoma šodži v Osaki), ki ju je mogoče odpreti od znotraj in omogočiti pogled navzven. Do poznega 19. stoletja so bile te majhne plošče edina uporaba stekla v šodžiju; pihano steklo je bilo drago in na voljo v majhnih steklih.
Cenejše ploščato steklo je bilo uvedeno na Japonsko v poznem 19. stoletju. Široko so ga uporabljali za tradicionalna vrata kōši, brez večjih sprememb tradicionalne oblike in strukture. Naoljen papir v ama-šōdži je bil prav tako nadomeščen s steklom.
Jukimi šodži (雪見障子, šodži za opazovanje zunanjosti) ima večji del stekla v celotni širini v višini oči sedečega, kar omogoča pogled navzven v hladnem vremenu. Steklo se lahko uporablja v velikih ploščah ali v majhnih ploščah (kumiko postane muntins). Jukimi šodži vsebuje tudi neprozorne prosojne dele zaradi zasebnosti. V suriage šodži je navpično drseč prosojen del; prosojni deli so vodoravno razdeljeni kot okna s krilom. Ko so zaprti, izgledajo podobno kot standardni šodži (glej slike). Prodajajo se tudi filmi za odlepitev in lepljenje, ki dajejo steklu nekaj videza vašija.
Sukimi šodži (月見障子, šodži, ki opazuje luno) so podobni; imajo zgornje plošče, ki dajejo pogled, medtem ko so spodnje prosojne.

### Prileganje
- Šodži kot običajno nameščen z dvema drsnima ploščama v odprtino. Če želimo popolno odprtino, se plošče odstranijo. 2×2,5 ken hiša.
- Odpiranje s štirimi ploščami pri Sankeienu, odprto. Najbolj notranja vrata in najbolj zunanja vrata se popolnoma prekrivajo; upoštevajte, da je v zgornji enoslojni ranmi svetloba svetlejša in silhueta obiskovalke, ki se skloni k svoji torbi, ostrejša.
- Zgoraj: katabiki šodži, na notranjih tirnicah, tobogani pred steno. Spodaj desno: katabiki šodži, ki se ne more popolnoma odpreti.
- Kake-šōdži visijo na kavljih; uporabljajo se za majhna okna v neprozornih stenah.
- Center, kake-šōdži. Desno, neprozoren adžiro (網代: "pletenina") na vratih omare.

Vrata šodži so pogosto zasnovana tako, da se drsno odprejo (in tako prihranijo prostor, ki bi ga potrebovala nihajna vrata); lahko so tudi obešena ali pritrjena.
Najpogosteje plošča šodži drsi po žlebasti leseni stezi. Zgornji utor je bistveno globlji od spodnjega utora. Spodnji utor je izrezan v shikii ali pragu (»shikii je visok« pomeni »težko je obiskati kraj« ali izraža samozavest). Zgornji utor je vrezan v kamoi, preklado med sosednjima stebričkoma. Tradicionalna lesena steza zahteva natančno prileganje. Les se lahko med uporabo obrabi ali zvije zaradi sprememb v vlažnosti. Dobro izdelan tradicionalni sistem utorov je dovolj lahek, da lahko vrata drsijo z enim prstom. Tradicionalno so bili utori voskani; bolj moderno so utori lahko obloženi s plastiko z nizkim trenjem.
Šodži so pogosto nameščeni v parih, z dvema ploščama in dvema utoroma v vsaki odprtini. Ko so zaprti, se sosednji drsni šodži prekrivajo za širino roba lesenega okvirja. Šodži so montirani tudi štiri plošče na odprtino. V tem primeru je najbolj notranji par na splošno nameščen na isti tirnici, najbolj zunanji par pa na drugi tirnici; zaobljeno pero in utor sta izrezana tako, da se najbolj notranji par medsebojno ujameta. Dvojni vzporedni utori omogočajo drsenje šodžijev, tako da zavzamejo skoraj polovico svoje zaprte širine;  če je potrebna večja odprtina, je treba šodži odstraniti. Ker so plošče običajno nekoliko drugačne, je pomembno, da se jih postavi nazaj v istem vrstnem redu, ne da bi jih zamenjali, tako da bodo še naprej zlahka drsele. Ta vrsta pritrditve, pri kateri se plošče, ko so zaprte, prekrivajo, se imenuje hiki-čigai (引違). Hiki-čigai so začeli uporabljati v minkah (domovih prebivalcev) sredi obdobja Edo (okoli 17. stoletja).
Katabiki šodži (片引障子) so posamezne plošče, ki drsijo v enem utoru. Drsijo po vodilih, nameščenih na trdno steno, in ko so odprte, delno ali v celoti prekrivajo steno. Uporabljajo se za manjša okna v neprozornih stenah; to je običajno pri čašicuju (glej sliko). Majhna okna in katabiki pritrditev so uporabljali v minki do sredine obdobja Edo, vendar so jih nato nadomestile večje odprtine z drsnimi ploščami. Šodži v polni višini, postavljeni tako, da jih je mogoče drseti pred neprozorno steno, na sodobni Japonski niso pogosti. Vaši-na-okviru plošče se lahko uporabljajo tudi za razpršitev umetnega vira svetlobe; v japonskih senčnikih je ta uporaba tako običajna kot tradicionalna.
Manj tradicionalno lahko hiki (引) šodži (drsne plošče) obesite na valje, ki potekajo po kovinskih tirnicah, nameščenih ob strani kamoija. S tem se izognete težavam prileganja, ki jih povzročajo spremembe dimenzij lesa, povezane z vlago. Takšni šodži na tirnici zahtevajo zatič proti nihanju, sicer pa imajo lahko gladek, neoviran prag. Take šodžije je tudi dokaj enostavno odstraniti.

## Razvoj in uporaba

### Hašira-maoprema
Tradicionalne japonske stavbe so konstrukcije s stebri in prekladami. Zgrajene so okoli navpičnih stebrov, povezanih z vodoravnimi tramovi (špirovci so bili tradicionalno edini strukturni člen, ki ni bil ne vodoraven ne navpičen). Ostali del konstrukcije je nenosilni.
Streha je dokončana, vse razen najcenejših stavb so dodale tudi dvignjena tla (razen v kuhinji). Preostalo vprašanje je bilo, kaj storiti s prostorom med stebri, hašira-ma (柱間, はしらま).
Hašira-ma je lahko napolnjena s fiksnimi stenami v cenejših japonskih domovih. Na primer, lahko so stene iz letve in mavca ali v hladnejših območjih slamnate stene; te se še vedno uporabljajo v rustikalnih čajnicah in zgodovinskih stavbah (glej slike). Uporabljene so bile tudi stene iz lubja in bambusa, obložene plošče ter stene iz desk in letev. Kjer pa je bilo cenovno dostopno, je bila težnja proti trajnim zidovom. Namesto tega so bili uporabljeni zasloni, ki jih je bilo mogoče odpreti ali odstraniti, njihova vrsta, število in položaj pa so bili prilagojeni glede na vreme zunaj in dejavnosti znotraj. Te predmete lahko skupaj poimenujemo oprema hašira-ma.
Tehnologija opreme se je sčasoma razvila in šodži so bili med temi dogodki. Šodži so uvedli omejitve za druge vrste opreme: ker so prosojni, nepremočljivi, lahki in krhki, potrebujejo zaščito, vendar potrebujejo tudi dostop do svetlobe.

### Zgodovina
Dobesedno šodži pomeni »majhna stvar, ki ovira« (障子; lahko bi ga prevedli kot »zaslon«) in čeprav je ta uporaba zdaj zastarela, se je šodži prvotno uporabljal za različne plošče, zaslone ali zavese, ki ovirajo pogled, veliko prenosnih, bodisi prostostoječih ali obešenih na prekladah, ki se uporabljajo za razdelitev notranjega prostora stavb. Medtem ko šodži zdaj izključno pomeni prosojni okvirni zaslon, fusuma pa neprozornega, je zgodovinska terminologija manj jasna.
Okvirne plošče, prekrite s tkanino, ki se prilegajo med stebre (vendar še niso drsele v utorih), so bile izumljene v 600-ih letih. Uporabljali so jih za zastiranje spalnic (kot zavese na postelji z baldahinom) in jih imenovali fusuma šodži (obstajala so tudi posteljnina, imenovana "fusuma"). Ko so namesto blaga začeli uporabljati papir, so fusuma šodži imenovali tudi karakami šodži. Od poznih 1100 do zgodnjih 1200 so se prosojni šodži iz blaga in papirja imenovali akari-šōdži (明障子), »svetleči šodži«. Ni jasno, kdaj so bili prosojni šodži prvič uporabljeni.
Simetrični slog šinden z okroglimi stebri se je razvil sredi 900-ih let za aristokratske palače ob jezeru. Zunanjost je bilo mogoče zapreti s težkimi lesenimi polkni, imenovanimi šitomi-do (蔀戸), ki so bila običajno vodoravno razcepljena in na tečajih (hadžitomi), a so bila občasno tudi navpično razcepljena in na tečajih.
Drsne predelne stene (hiki-do, 引戸, dobesedno »drsna vrata«) niso prišle v uporabo do zadnjega konca Heian in začetka obdobja Kamakura. Zgodnja drsna vrata so bila težka; nekatera so bila iz masivnega lesa. Sprva so jih uporabljali v dragih dvorcih, sčasoma pa so jih začeli uporabljati tudi v običajnejših hišah.
- Polkna, ki se uporabljajo s šodži
- Hadžitomi so razcepljeni in na tečajih vodoravno. Tu so bile spodnje polovice dvignjene. Za hadžitomi so šodži.
- Na desni strani trije utori, tri plošče. Maira-do sta odprta in enojna plošča šodži zaprta; polovica območja je še vedno zapolnjena z maira-dojem. Stavba na levi je novejša; njegov zunanji utor poteka zunaj stebrov. Polkna so zapakirana v to-bukuros v vogalih, šodži v notranjih dveh utorih pa tečejo nemoteno (od blizu).
- Tloris sistema polkna maira-do in ama-do, ki prikazuje rotator in to-bukuro. Črni kvadratki so stebri. Šodži v beli barvi, polkna v črni barvi, utori v sivi barvi. Oglejte si tudi zunanji film..
- Odsek skozi hišo srednjega razreda v slogu Sukija iz zgodnjih 1880-ih

Gladko prileganje plošče in utora je ključnega pomena, da se plošče zlahka premikajo. Obdelava lesa drsnega mehanizma se je razvila sčasoma (sodobni šodži je mogoče premikati z enim prstom). Preden je hiki-čigai (drsne plošče, ki se prekrivajo, ko so zaprte) postal standard v obdobju Muromači, je hiki-do imel osrednjo navpično tirnico (nakahōdate, 中方立) na sredini vsake odprtine, da bi pokril režo med ploščami, ko so bile zaprte.
V obdobju Muromači se je hiki-do izboljšal in razvil se je slog arhitekture šoin. Naraščajoči bojevniški razred, ki je želel posnemati aristokratsko modo in aristokrati, ki so izgubili bogastvo, si niso mogli več privoščiti palač v slogu šiden. Conrad Totman trdi, da je bilo krčenje gozdov dejavnik sprememb sloga, vključno s spremembo lesenih drsnih vrat z opažem na lahke šodži in fusuma s pokritim okvirjem.
Osrednji del sloga je bil šoin (salon ali studio), soba z mizo, vgrajeno v nišo z oknom šodži, v meniškem slogu; ta mizna niša se je razvila v obdobju Kamakura. Slog šoin je v veliki meri uporabljal drsna vrata. Dimenzije tatamijev so bile regionalno standardizirane, drugi elementi sobe pa so postali sorazmerni s preprogami; standardizacija gradbenih komponent je zmanjšala količino odpadkov in potrebo po izdelavi po meri ter s tem stroške (standardni les je na primer prišel v natanko takšnih dimenzijah). potrebuje mizar). Stavbe nižjega razreda so prevzele nekaj cenejših elementov sloga šoin, kjer je zakon to dovoljeval (razredne omejitve niso bile odpravljene vse do obdobja Meidži, v poznem 19. stoletju). Minke (meščanske hiše) so v tem času le redko uporabljale drsne opornike in so imele na splošno le majhna okna.
V prvi polovici 16. stoletja, na začetku obdobja Edo, je bil skrajni utor premaknjen izven linije stebrov. Lesena polkna, nameščena v ta utor, so bila prepletena od roba do roba in so se imenovala ama-do (雨戸, »dežna vrata«): bila so nevihtna polkna, ki so se uporabljala le ponoči in v slabem vremenu. Lahke šodžije je bilo mogoče enostavno dvigniti in odnesti. Ta nova struktura je omogočila odpiranje celotne strani stavbe, kar je dalo bodisi dvakrat več svetlobe iz neprekinjenega zidu šodži ali neoviran pogled na vrt; vrtovi so se ustrezno spremenili.
Do sredine 17. stoletja se je enosledni ama-do razširil in bil lahko nameščen na zunanji strani engava. Kombinacija arhitekturnih sprememb je zaznamovala konec sloga šoin in začetek   sloga sukija.[107]
- Šodži v muzejski repliki 1×2,5 ken Edo nagaja (長屋, vrstna hiša). Kuhinja levo, druga vrata desno; munevari nagaja je imela le kuhinjska vrata.
- Šodži v mačiji (hiša trgovca). Svetloba iz tōriniva v polni višini (通り庭, atrij/kuhinja) vstopa v stranske prostore za tatamije.
- Šodži v nōki (農家, kmečka hiša). Podstrešja so bila verjetno nekoč namenjena gojenju sviloprejk.
- Nizozemsko-japonska notranjost iz Dedžime

Za razliko od slogov šiden in šoin se je sistem sukija uporabljal in se še vedno uporablja v japonskih stavbah vseh razredov. Preprosti šodži so postali dokaj poceni (standardizacija je bila že omenjena), zato niso bili omejeni na domove bogatih.
Konstrukcija iz papirja in lesa je zelo dovzetna za požar; gosto strnjene vrstne hiše nagaja so bile zato znane tudi kot jakeja (焼く家, やけや, goreče hiše). Požari so bili velik problem v japonskih mestih tudi v obdobju Meidži; domovi (vključno z njihovim pohištvom in standardiziranimi arhitekturnimi moduli, kot so tatami in hiki-do ter celo talne deske) so bili narejeni tako, da jih je bilo mogoče hitro spakirati in odnesti, ko je grozil požar, pri čemer so ostali samo ogoljeni stebri in streha, ki bi jih bilo mogoče enostavno podreti gasilci.
Ploščato steklo je bilo uvedeno na Japonsko v poznem 19. stoletju. Uporabljali so ga v jukimi šodži in v garasu-do brez papirja (ガラス戸, nizozemska izposojena beseda garasu, steklo). Nekateri zgodnji garasu-do so bili razdeljeni na stekla z okenskimi križi, kot sodobna zahodna okna.
Tehnika float stekla, ki je pocenila velike steklene plošče slikovne kakovosti, je bila razvita v 1950-ih v Veliki Britaniji. Postopek je postal dobičkonosen leta 1960, v zgodnjih šestdesetih letih pa so bili obrati licencirani po vsem svetu, tudi na Japonskem. Japonska je do leta 1965 razvila znatno domačo proizvodnjo float stekla.
V sodobni Japonski je dokaj običajno imeti garasu-do (popolnoma steklena drsna vrata) na zunanji strani engava (veranda pod napuščem) in prosojni šodži na notranji strani, zlasti v hladnih podnebjih. Plast papirnatega šodžija za plastjo stekla pomaga izolirati hišo. Ama-do se še vedno uporablja za zaščito stekla; na primer, steklena vrata in šodži lahko dobijo po dva utora, ama-do pa en sam dodatni utor tik pred steklom. Šodži so pogosti v vašicu sodobnih japonskih domov; lahko se uporabljajo tudi namesto zaves v sobah v zahodnem slogu.
- Engava, obložena s šodžijem, prevlečenim s papirjem (levo, okvir znotraj) in obdana s popolnoma steklenim garasu-dojem (desno). Spodnje steklo je motno.
- Japonska kuhinja iz sredine 20. stoletja s šodži in drsnimi vrati iz napol motnega stekla
- Šodži v notranjosti s pohištvom v zahodnem slogu; upoštevajte zunanja vrata iz float stekla
- Soba s šodži v rjokanu (gostišču)

## Estetika in kultura
Silhuete, oddane skozi šodži in vidne na temnejši strani, so cenjene zaradi svojih estetskih učinkov. V svoji knjigi o japonski estetiki in arhitekturi, In Praise of Shadows, Jun'ichirō Tanizaki komentira vlogo šodžijev v interakciji svetlobe in senc. 
Možnost, da šodži potisnete na stran, jih vzamete ven in pospravite v omaro, pomeni, da je življenjski prostor bolj prostoren, odprt in bolj povezan z zunanjim vrtom. Pomeni tudi, da je mogoče prostore združiti za posebne priložnosti, tako da lahko majhna hiša gosti velika družabna srečanja. Ta lastnost je bila cenjena vsaj od časov Heian.
Na papir je mogoče slikati. Medtem ko barva blokira svetlobo, so šodži včasih uporabljali za znake.
Prenosljivost je spodbudila uporabo šodžijev ob svečanih priložnostih in v gledališču. Oseba, ki jo vržejo skozi šodži, je kliše akcijskega filma.